# Эурскуг-Хёланн
Эурскуг-Хёланн (норв. Aurskog-Høland) — коммуна в губернии (фюльке) Акерсхус, Норвегия.
Административный центр коммуны — город Бьёркеланген.

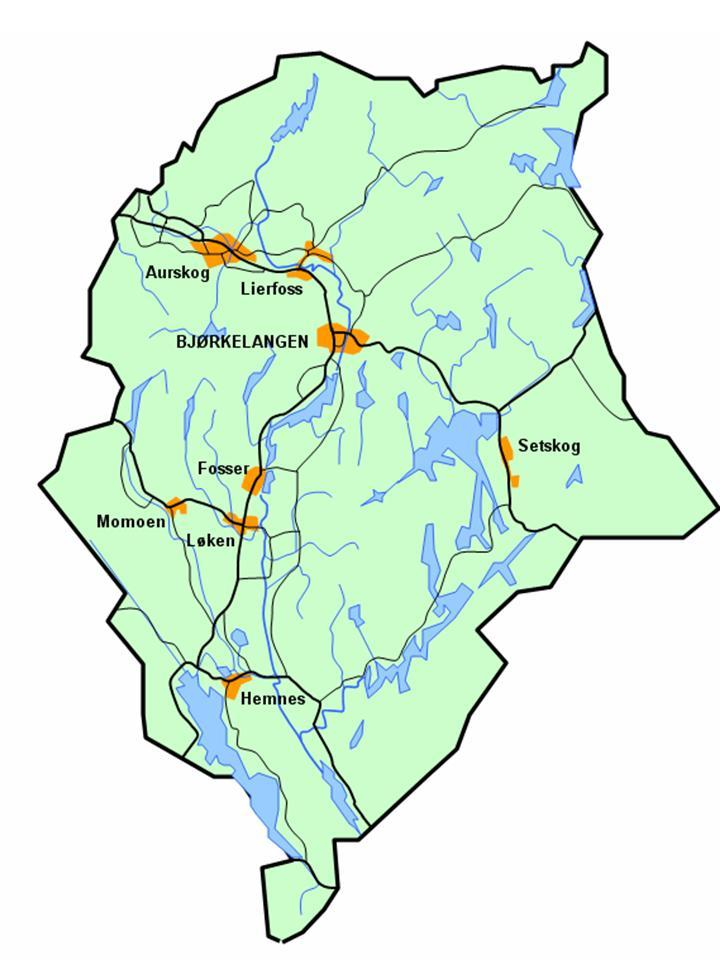
Карта коммуны